# Ernst August Wiman
Ernst August Wiman, född 10 augusti 1838 i Norberg, Västmanlands län, död 25 oktober 1905 i Jakobs församling i  Stockholm, var en svensk ingenjör. 
Wiman avlade i Uppsala studentexamen, genomgick 1860–1863 Teknologiska institutet, där han 1867–1873 var biträdande lärare i tillämpad fysik, och började genast efter avslutad lärokurs ägna sig åt sitt egentliga fack: uppvärmnings- och luftväxlingstekniken. Han ingick 1869 som delägare i firman Wiman & Co, som utförde en mängd betydande arbeten, hörande till värmeledningsfacket.
Före Wimans tid var värmeledningar i byggnader föga kända i Sverige; ventilation av en byggnad var ett nästan okänt begrepp. Genom utländska resor vann han nödig erfarenhet i branschen. Han konstruerade bland annat de äldre systemen för uppvärmning och luftväxling i Kungliga slottet, gamla riksdagshuset, Kungliga biblioteket, Stockholms centralstation samt Tekniska skolans och Karolinska institutets dåvarande byggnader. Utanför Stockholm konstruerade han dylika system för Uppsala universitet, Uppsala universitetsbibliotek, posthuset vid Packhusplatsen, Göteborg, och en mångfald hospital och sjukhus i olika delar av landet.
Bland Wimans många patenterade konstruktioner kan nämnas Wimans kamìnkakelugnar, vilka avsåg att producera mer värme än en vanlig kakelugn, men bibehålla en del av dennas värmemagasinerande förmåga samt med undvikande av den höga temperaturen på värmeytan, som är de vanliga kaminerna egen; Wimans ångkakelugnar avsåg att förena de av gammalt omtyckta kakelugnarna med centralvärmeledning. Även hans rökhuvar var vanligt förekommande, men störst spridning fick hans friskluftventiler, grundade på principen att, anbringade i väggarna, tillför de väl tillslutna och ombonade rummen den friska luft, som erfordras såväl för hygienen som för att få brasorna i kakelugnarna att brinna.
Under sin elevtid vid Teknologiska institutet stiftade Wiman en kamratförening T.I., vilken blev ursprunget till Svenska Teknologföreningen, vars förste inspektor, sedermera mångårige ordförande och styrelseledamot han var. Han var även med om att 1877 stifta Byggnadssamfundet (sedan 1888 förenat med Teknologföreningen) och 1886 Svenska Uppfinnareföreningen; han var även från början medlem av Svenska likbränningsföreningen och från 1902 dess sekreterare.
Ernst August Wiman är begravd på Norra begravningsplatsen utanför Stockholm.

## Wimanska priset
Sedan år 2000 delar Sveriges Ingenjörer årligen ut Wimanska priset för bästa examensarbete på högskoleingenjörs- och teknologie kandidatutbildningarna. Priset är uppkallat efter Svenska Teknologföreningens stiftare och dess förste ordförande, Ernst August Wiman.